# Kluky (district de Kutná Hora)
Pour les articles homonymes, voir Kluky.
Kluky (en allemand : Kluks) est une commune du district de Kutná Hora, dans la région de Bohême-Centrale, en République tchèque. Sa population s'élevait à 513 habitants en 2020.

## Géographie
Kluky se trouve à 5 km à l'ouest de Čáslav, à 6 km au sud-est de Kutná Hora et à 68 km à l'est-sud-est de Prague.
La commune est limitée par Kutná Hora et Třebešice au nord, par Močovice, Vodranty et Souňov à l'est, par Úmonín au sud et à l'ouest, et par Křesetice à l'ouest.

## Histoire
La première mention écrite de la localité date de 1289.

## Administration
La commune se compose de quatre quartiers :
- Kluky
- Nová Lhota
- Olšany
- Pucheř

## Transports
Par la route, Kluky se trouve à 5,6 km de Čáslav, à 10,6 km de Kutná Hora et à 87 km de Prague.